# Red Union
Red Union je bio srpski pank rok bend osnovan u Novom Sadu u martu 2000. godine.

## Istorija
Prvu postavu činili su Daško Milinović (vokal), Nenad Gucunja (gitara, vokal - kasnije gitarista i vokal u bendu Shoplifters), Ljubomir Babić (bas) i Miloš Aleksić (bubnjevi). Aleksića u leto 2000. zamenjuje Nebojša Ćato (kasnije i bubnjar u bendovima Bonebreaker, Mitesers, Shoplifters, The Bayonets). U julu 2002. izdaju debi singl Loaded Gun a krajem iste godine snimaju svoj prvi album, Rebel Anthems, koji u martu 2003. izlazi za nezavisnu izdavačku kuću Bandworm records iz Magdeburga, Nemačka. U maju 2005. za sopstvenu izdavačku kuću „Socijala rekords“ izdaju split-singl Final Score sa melodičnim pank bendom iz Kruševca, Sweeper, a u avgustu 2006. izlazi drugi album Red Union-а Blackbox Recorder, takođe za Bandworm records. Na muziku Red Union-a najviše su uticali stari pank rok bendovi poput The Clash, Stiff Little Fingers, Cock Sparrer, The Jam, Newtown Neurotics, ali i relativno novije grupe kao što su Swingin' Utters, US Bombs ili Dropkick Murphys. Svirali su preko 300 koncerata u Srbiji, Hrvatskoj, Makedoniji, Bosni i Hercegovini, Mađarskoj, Austriji, Nemačkoj, Češkoj Republici, Holandiji, Belgiji, Francuskoj, Italiji i Španiji, mnoge sa značajnim imenima svetske pank, hardkor i ska scene. Nakon dužeg perioda neaktivnosti sa radom su prestali 2015. Važe za levičarski i antifašistički bend.

## Diskografija
- Loaded Gun EP (2002, Socijala Records)
- Rebel Anthems LP/CD (2003, Bandworm Records)
- Final Score split EP sa Sweeper (2005, Socijala Records)
- Black Box Recorder LP/CD (2006, Bandworm Records)
- Rats and Snakes LP/CD (20011, ANR Records)
- Rats and Snakes picture disc EP (2011, Pirates Press Records)

## Spoljašnje veze
- Zvanični veb sajt
- Myspace stranica
- Intervju